# Europpass
Die Europpass LKW-Mautsystem GmbH betrieb im Auftrag der ASFINAG das österreichische Mautsystems für Fahrzeuge über 3,5 t auf Autobahnen und Schnellstraßen. Das Unternehmen wurde mit Wirkung vom 1. Jänner 2005 von der ASFINAG übernommen, der damit die Mauteinnahmen direkt zufließen. Der Name verschwand zugunsten von GO-Maut.
Daneben wird unter der Bezeichnung „EuropPass Autostrade“ Italien eine Kreditkarte angeboten, die mit einer On-Board-Unit (OBU) für das italienische Autobahnmautsystem verbunden ist.

## Geschichte
Europpass wurde am 5. Mai 2002 als 100-prozentige Tochterfirma der italienischen Autostrade S.p.A. gegründet, nachdem dieses Unternehmen, das viele italienische Autobahnstrecken betreibt, die Ausschreibung für das österreichische Mautsystem gewonnen hatte. Die Aufgaben von Europpass umfassten die Planung, Errichtung, Finanzierung und den Betrieb des österreichischen Mautsystems.
Die Betreuung des Mautsystems wurde mit dem Auftraggeber ASFINAG über eine Laufzeit von zehn Jahren abgeschlossen, wobei eine Verlängerung um weitere fünf Jahre möglich sein sollte. Nach der Errichtung des Mautsystems war die Europpass nur mehr für den Betrieb verantwortlich. Im Jahr 2005 beschäftigte sie etwa 200 Mitarbeiter. Die Mauthöhe, Mittelverwendung, Supervision des Betreibers, die Verrechnung und die Bereitstellung der Mautaufsichtsorgane wurden von jeher von der ASFINAG geregelt.
Ende August 2005 wurde die Gesellschaft zum Preis von 208 Millionen Euro von der ASFINAG übernommen und in die ASFINAG Maut Service GmbH eingegliedert. Die Autostrade S.p.A. soll bei der Transaktionen einen Gewinn von 130 Millionen Euro erzielt haben. Der Name Europpass wird von Asfinag nicht weiter genutzt, sondern geht an die Autostrade S.p.A. zurück.

## Technische Informationen
Das von der Europpass betriebene Mautsystem basiert auf in den Fahrzeugen montierten OBUs, den GO-Boxen, deren Signal von stationären Überkopfanlagen der mautpflichtigen Straßen angemessen werden und an eine Zentralstelle zur Verrechnung weitergeleitet werden. Je nach Achsenzahl des Fahrzeugs beträgt die Maut zwischen 0,130 € und 0,273 € (exkl. Umsatzsteuer) pro Kilometer. Verfügt ein mautpflichtiges Fahrzeug (über 3,5 Tonnen) nicht über eine derartige GO-Box, so wird das Kraftfahrzeug verzeichnet und der Besitzer bestraft.
Das System ist mit dem italienischen, ebenfalls von der Autostrade per l’Italia betriebenen Telepass technisch weitgehend identisch.